# Albánie na Letních olympijských hrách 2008
Albánie se účastnila Letní olympiády 2008 v šesti sportech. Zastupovao ji 11 sportovců. Nakonec Albánie zůstala bez medaile, když nejúspěšnějším sportovcem byla vzpěračka Romela Begaj, která vybojovala 6. místo. Výborně si počínal i zápasník Elis Guri, který nejprve prohrál ve čtvrtfinále s Němcem Mirko Englichem. Ale díky postupu německého reprezentanta do finále, mohl Elis Guri do opravného zápasu s Korejcem Han Tae-Young, do boje o bronzovou medaili ovšem postoupil korejský borec.

## Atletika
Muži
| Disciplína | Sportovec      | Kvalifikace | Kvalifikace | Finále      | Finále      |
| Disciplína | Sportovec      | Výkon       | Pozice      | Výkon       | Pozice      |
| ---------- | -------------- | ----------- | ----------- | ----------- | ----------- |
| Kladivo    | Dorian Çollaku | 70,98       | 28          | Nepostoupil | Nepostoupil |

Ženy
| Disciplína | Sportovec      | Rozběhy | Rozběhy | Semifinále   | Semifinále   | Finále       | Finále       |
| Disciplína | Sportovec      | čas     | poz.    | čas          | poz.         | čas          | poz.         |
| ---------- | -------------- | ------- | ------- | ------------ | ------------ | ------------ | ------------ |
| 400 m      | Klodiana Shala | 54,84   | 7       | Nepostoupila | Nepostoupila | Nepostoupila | Nepostoupila |

## Judo
Muži
| Sportovec      | Disciplína | Kolo 64 učas.   | Kolo 32 učas.   | Kolo 16 učas.   | Čtvrtfinále     | Semifinále      | Finále          | Finále      |
| Sportovec      | Disciplína | Soupeř Výsledek | Soupeř Výsledek | Soupeř Výsledek | Soupeř Výsledek | Soupeř Výsledek | Soupeř Výsledek | Poř.        |
| -------------- | ---------- | --------------- | --------------- | --------------- | --------------- | --------------- | --------------- | ----------- |
| Edmond Topalli | −81 kg     |                 | Neto 1001-0000  | Nepostoupil     | Nepostoupil     | Nepostoupil     | Nepostoupil     | Nepostoupil |

## Plavání
| Disciplína                | Plavec       | Rozplavba | Rozplavba | Semifinále  | Semifinále  | Finále      | Finále      |
| Disciplína                | Plavec       | Čas       | Poř.      | Čas         | Poř.        | Čas         | Poř.        |
| ------------------------- | ------------ | --------- | --------- | ----------- | ----------- | ----------- | ----------- |
| 50 m volným způsobem muži | Sidni Hoxha  | 24,56     | 63        | Nepostoupil | Nepostoupil | Nepostoupil | Nepostoupil |
| 50 m volným způsobem ženy | Rovena Marku | 28.15     | =58       | Nepostoupil | Nepostoupil | Nepostoupil | Nepostoupil |

## Střelba
Ženy
| Sportovec     | Disciplína             | Kvalifikace | Kvalifikace | Finále       | Finále       | Poř          |
| Sportovec     | Disciplína             | Skóre       | Poř         | Skóre        | Celkem       | Poř          |
| ------------- | ---------------------- | ----------- | ----------- | ------------ | ------------ | ------------ |
| Lindita Kodra | 10 m vzduchová pistole | 370         | 40          | Nepostoupila | Nepostoupila | Nepostoupila |
| Lindita Kodra | 25 m pistole           | 570         | 35          | Nepostoupila | Nepostoupila | Nepostoupila |

## Vzpírání
| Sportovec      | Disciplína  | Trh      | Trh  | Nadhoz     | Nadhoz     | Celkem     | Poř        |
| Sportovec      | Disciplína  | Výsledek | Poř. | Výsledek   | Poř.       | Celkem     | Poř        |
| -------------- | ----------- | -------- | ---- | ---------- | ---------- | ---------- | ---------- |
| Romela Begaj   | Ženy −58 kg | 98       | =3   | 118        | 7          | 216        | 6          |
| Gert Trasha    | Muži −69 kg | 136      | –    | Nedokončil | Nedokončil | Nedokončil | Nedokončil |
| Erkand Qerimaj | Muži −77 kg | 154      | 12   | 187        | 13         | 341        | 13         |

## Zápas
| Sportovec      | Disciplína          | Kvalifikace     | 1/8 Finále                  | Čtvrtfinále           | Semifinále      | Finále          | 1 kolo oprav    | 2 kolo oprav      | Boj o bronz     |             |
| Sportovec      | Disciplína          | Soupeř Výsledek | Soupeř Výsledek             | Soupeř Výsledek       | Soupeř Výsledek | Soupeř Výsledek | Soupeř Výsledek | Soupeř Výsledek   | Soupeř Výsledek |             |
| -------------- | ------------------- | --------------- | --------------------------- | --------------------- | --------------- | --------------- | --------------- | ----------------- | --------------- | ----------- |
| Elis Guri      | Řecko Římský −96 kg |                 | Gaber Ibrahim 4-2, 2-1, 1-1 | Englich 1-1, 6-0, 1-1 | Nepostoupil     | Nepostoupil     |                 | Han 1-1, 1-1, 3-1 | Nepostoupil     |             |
| Sahit Prizreni | Volný styl −60 kg   |                 | Bazarguruev 1-0, 2-0        | Nepostoupil           | Nepostoupil     | Nepostoupil     | Nepostoupil     | Nepostoupil       | Nepostoupil     | Nepostoupil |